# Гадюча цибулька гроноподібна
Гадюча цибулька гроноподібна (Muscari botryoides) — вид квіткових родини холодкових (Asparagaceae).

## Поширення
Рослина поширена у Центральній та Південно-Східній Європі. В Україні зустрічається на Закарпатті, де проходить північно-східна межа ареалу. Відомо кілька оселищ на схилах вулканічного горбогір'я та одне в Мармороській котловині.

## Морфологія
Геофіт. Ефемероїд. Багаторічна трав'яна рослина заввишки 12–30 см. Цибулина до 15–20 мм в діаметрі. Листків 2–4, прикореневі, до 30 (15– 20) см завдовжки та 5–13 мм завширшки, пласкі, на кінцях зрослі в ковпачок. Суцвіття з 20–30 квіток, китицеподібне. Плідні квітки на коротких (3–5 мм) квітконіжках, пониклі, забарвлення — від білувато-блакитного до темно-синього. Неплідні — майже сидячі, дрібніші та світліші. Плід  — тригнізда коробочка. Насінини округлі, темнокоричневі. Цвіте у квітні–травні. Плодоносить у травні. Розмножуються насінням та вегетативно (дочірніми цибулинами).

## Екологія
Населяє світлі діброви, узлісся, вторинні ліси на багатих теплих бурих ґрунтах. Ксеромезофіт.

## Охорона
Вид занесено до Червоної книги України зі статусом «Зникаючий» та до «Переліку видів судинних рослин, що підлягають особливій охороні на території Закарпатської області». Охороняють в заказниках «Мочарка» та «Шияня».